# 円福寺 (春日部市)
圓福寺（えんぷくじ）は、埼玉県春日部市にある浄土宗の寺院。

## 歴史
創建年代は不明である。ただ所蔵する板碑に「元弘三年（1333年）」と記されたものがあるため、鎌倉時代末期には既に存在していたものと推測される。
当寺出身の著名な人物として呑龍がいる。呑龍は浄土宗の高僧で、孤児たちを弟子として引き取ったことから「子育て呑龍様」として親しまれている。呑龍は当地の出身で、幼少時に当寺で学んだことから、「呑龍上人御誕生地」として知られている。現在も、子どもの誕生や成長といったご利益を得んと多くの参拝者が訪れる。

## 文化財
- 圓福寺の厨子入木彫当麻曼陀羅図・厨子入木彫釈迦涅槃図・木彫閻魔王宮並びに八大地獄図・ 版木（春日部市指定有形文化財 昭和50年11月17日指定）[3]
- 圓福寺の木造阿弥陀如来立像及び両脇侍像（春日部市指定有形文化財 平成24年3月27日指定）[4]

## 交通アクセス
- 一ノ割駅より徒歩4分。